# Dominique Dunne

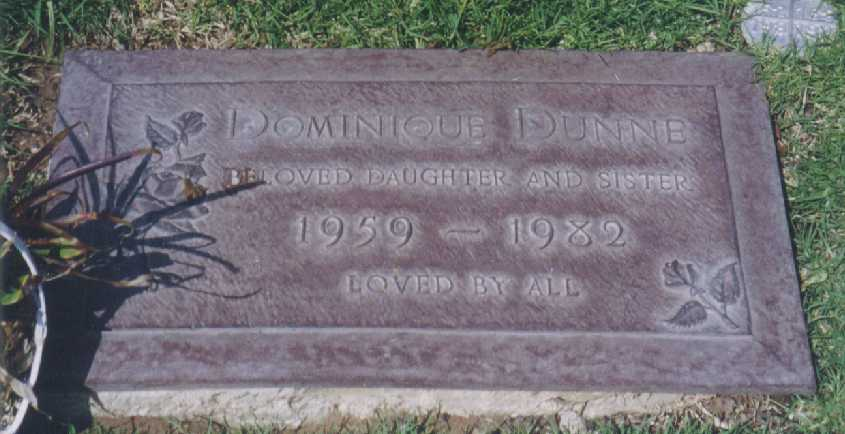
Dominique Dunnes grav på Westwood Village Memorial Park Cemetery.

Dominique Ellen Dunne, född 23 november 1959 i Santa Monica, Kalifornien, död 4 november 1982 i Los Angeles, Kalifornien, var en amerikansk skådespelare, känd bland annat för rollen som Dana Freeling i Poltergeist. Hon var dotter till journalisten och författaren Dominick Dunne och syster till skådespelaren Griffin Dunne.
Den 30 oktober 1982 försökte Dunnes före detta pojkvän strypa henne till döds. Hon hamnade i koma och avled fem dagar senare.

## Filmografi
| År        | Titel                          | Roll                    | Kommentar                                    |
| --------- | ------------------------------ | ----------------------- | -------------------------------------------- |
| 1979      | Diary of a Teenage Hitchhiker  | Cathy Robinson          | TV-film                                      |
| 1979–1980 | På första sidan                |                         | 2 avsnitt                                    |
| 1980      | Valentine Magic on Love Island | Cheryl                  | TV-film                                      |
| 1980–1981 | Breaking Away                  | Paulina Bornstein       | 3 avsnitt                                    |
| 1981      | CBS Children's Mystery Theatre | Polly Ames              | Avsnittet "The Haunting of Harrington House" |
| 1981      | The Day the Loving Stopped     | Judy Danner             | TV-film                                      |
| 1982      | Fame                           | Tracy                   | Avsnittet "Street Kid"                       |
| 1982      | Par i hjärter                  | Christy Ferrin          | Avsnittet "Hart, Line, and Sinker"           |
| 1982      | Poltergeist                    | Dana Freeling           |                                              |
| 1982      | The Shadow Riders              | Sissy Traven            | TV-film                                      |
| 1982      | CHiPs                          | Amy Kent                | Avsnittet "Meet the New Guy"                 |
| 1982      | The Quest                      | Italian Girl            | Avsnittet "He Stole-a My Art"                |
| 1982      | Spanarna på Hill Street        | Abandoned Baby's Mother | Avsnittet "Requiem for a Hairbag"            |
| 1983      | V                              | Robin Maxwell           | Avsnittet "Part One"                         |